# 니르마트렐비르

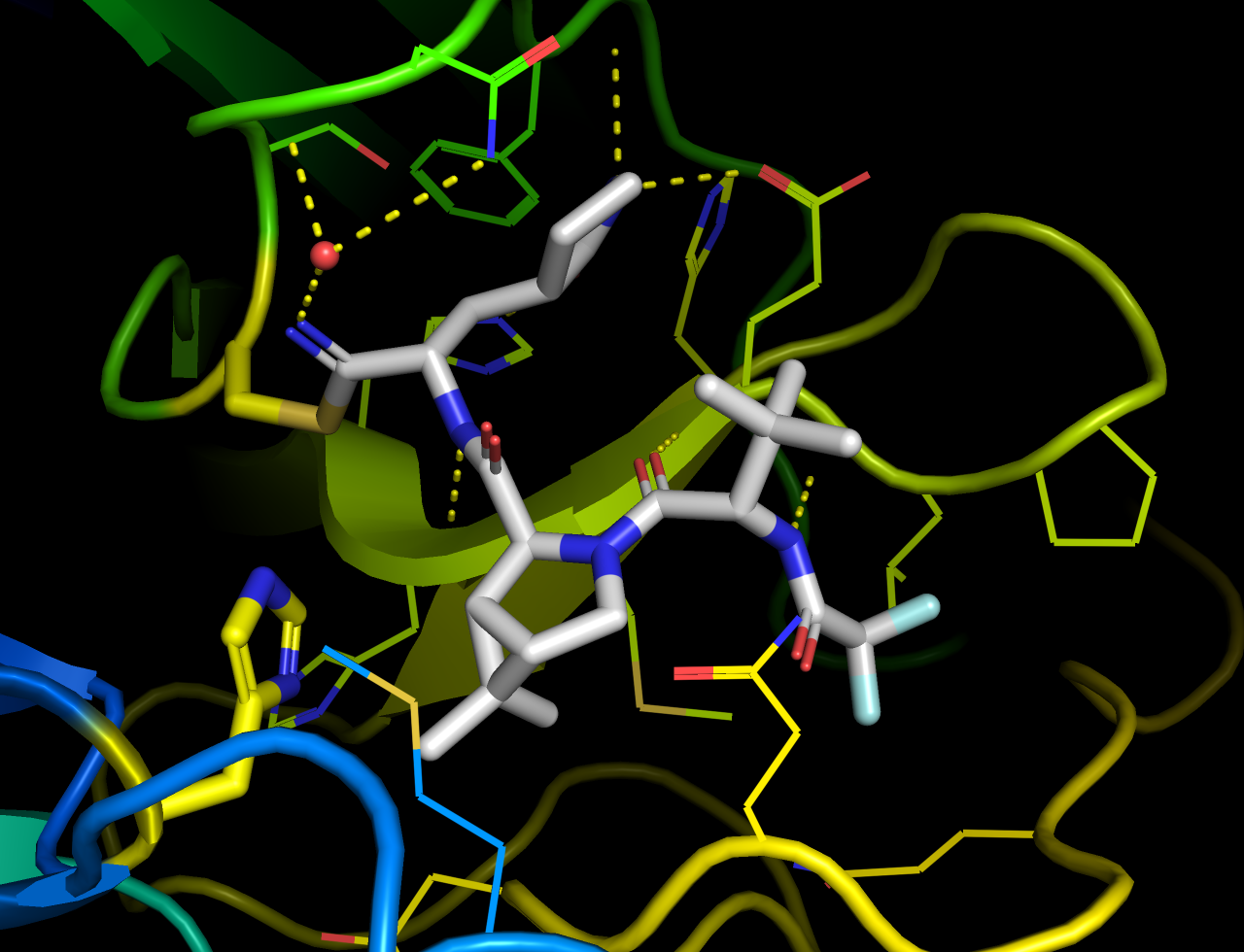
바이러스 3CLpro(Mpro) 단백질분해효소(viral 3CLpro (Mpro) protease enzyme)에 얽혀 있는 SARS-CoV-2 단백질분해효소 억제제(protease inhibitor) 니르마트렐비르(nirmatrelvir)의 엑스레이 수정 구조(PDB:7SI9 and 7VH8). 막대처럼 보이는 약물과 함께 있는 단백질 리본 도상. 노란 막대는 촉매 잔기(catalytic residue)(His41, Cys145)이다.

니르마트렐비르(Nirmatrelvir)는 화이자(Pfizer)가 개발한 항바이러스제(antiviral drug)로, 경구 3CL 단백질분해효소 억제제(3C-like protease inhibitor)이다. 2021년 12월, 니르마트렐비르와 CYP3A4 억제제 리토나비르(ritonavir)의 혼합제가 팍스로비드(Paxlovid)라는 제품명으로 코로나19 바이러스(COVID-19) 중증도 환자 치료제로서 미국식품의약국(Food and Drug Administration)의 긴급사용승인(Emergency Use Authorization)을 받았다.

## 개발

### 약학
코로나바이러스 단백질분해효소 바이러스 복합단백질(viral polyprotein) 내 여러 군데에 달라붙는데, 보통은 글루타민 잔기(glutamine residue) 뒤에 붙는다. 인간의 리노바이러스(rhinovirus)에 관한 초기 연구에서는 유연한 글루타민 곁사슬(flexible glutamine side chain)은 응고된 피롤리돈(rigid pyrrolidone)으로 교체될 수 있다는 것을 밝혔다. 이 약물들은 사스-코로나 바이러스 팬데믹(the SARS CoV2 pandemic)이 있기에 앞서 사스(SARS) 치료제로 개발되었다. 2018년 GC373의 약물전구체(prodrug)인 GC376이 펠린 코로나바이러스(Feline coronavirus)가 유발하는 치명적인 고양이 코로나바이러스 질병인 펠린 감염 복막염(feline infectious peritonitis, 일명 '고양이 복막염')을 100% 치료하는데 사용됨으로써, 3CL 단백질분해효소 타겟팅의 유용성이 실제로 증명되었다.
화이자가 개발한 약은 GC373의 유사체(analog)로서, 알데히드 공유결합 시스테인 수용체(aldehyde covalent cysteine acceptor)가 니트릴(nitrile)로 대체되었다.
니르마트렐비르는 초기 임상 후보물질인 루포트렐비르(lufotrelvir)의 개량을 통해 개발되었다. 이는 공유결합 억제제(covalent inhibitor)이기도 하지만, 탄두는 하이드록시케톤(hydroxyketone)의 인산염 전구체(phosphate prodrug)이다. 그러나 루포트렐비르는 병원에서 용량을 제한하여 정맥주사로 복용해야 한다. 트리펩타이드 단백질 모방체(tripeptide protein mimetic)의 점진적 개량으로 경구용 니르마트렐비르가 나오게 되었다. 핵심 변화는 초기 억제제에서 발견되는 류신 잔기(leucine residue)와 유사한 형태인 경직 이환 비천연 아미노산(rigid bicyclic noncanonical amino acid) 유도를 통한 수소 결합(hydrogen bond) 수와 회전결합(rotatble vond) 수의 감소에 있다. 류신 잔기는 보세프레비르(boceprevir) 합성에 사용되었다. 니르마트렐비르 P3위(P3 position)에 사용된 테르트 류신(Tert-leucine)은 처음엔 혼성 결합 기질 도서관 기술(Hybrid Combinatorial Substrate Library technology)을 이용하여 SARS-CoV-2-Mpro 타겟팅의 잠재약(potential drug)에서 최적 비천연 아미노산으로 밝혀졌고, 러트(W. Rut) 등이 2020년 3월 8일 CC BY-NC-ND 4.0 license (https://creativecommons.org/licenses/by-nc-nd/4.0/) 하에 공표하였다.

### 임상적
2021년 4월, 화이자는 1상 임상 실험을 개시하였다. 2021년 9월, 화이자는 2/3상 실험을 개시하였다. 2021년 11월, 화이자는 중증도 환자에게 증상 발병 3일 내로 투여할 경우, 입원율이 89%가 감소한다는 사실을 공포하였다.
2021년 12월 14일, 화이자는 2,246명 고위험군 참가자 내에서, 증상 발병 3일 내로 니르마트렐비르와 리토나비르 혼합제를 제공하면 위약군에 비하여 입원율이나 사망률이 89%까지 감소한다는 사실을 공포하였다. 2021년 12월 22일, 니르마트렐비르-리토나비르 혼합제는 12세 이상 고위험 환자에게 코비드19치료제로서 미국식품의약국으로부터 긴급사용승인을 받았다.

## 화학 및 약학
니르마트렐비르 합성제의 상세 내용은 화이자 소속 과학자들이 처음 출간하였다.
마지막 두번째 단계에서, 합성 호모카이랄 아미노산(synthetic homochiral amino acid)은 수용성 카르보디이미드(water-soluble carbodiimide)인 EDCI를 사용하여 커플링제(coupling agent)로 사용하여, 호모카이랄 아미노 아미드(homochiral amino amide)와 커플링된다. 이후 결과적 매개자(resulting intermediate)는 버지스시약(Burgess reagent)으로 다뤄지는데, 이는 아미드집단을 산물의 니트릴로 건조시킨다.
니르마트렐비르는 공유결합 억제제로, 시스테인 단백질분해효소(cysteine protease enzyme)의 촉매 시스테인 잔기(catalytic cysteine (Cys145) residue)에 직접 결합된다.
약제 혼합에 있어, 리토나비르는 시토크롬효소(cytochrome enzyme)를 통하여 니르마트렐비르 신진대사를 늦춰 주약(main drug)의 순환 농도(circulating concentration)를 높게 유지시킨다.

## 사회•문화

### 구입
2021년 10월 화이자의 언론 보도 후, 영국은 25만회분을 주문하였다. 호주는 50만회분을 선주문했다.

### 라이센스
2021년 11월, 화이자는 영국 정부가 후원하는 의약품특허풀(Medicines Patent Pool, MPP)과 라이센스 계약을 맺어, 니르마트렐비르를 생산하여 95개국에 팔 수 있게 되었다. 화이자는 협약을 통하여 지역 약물 제조업계가 '전지구가 약을 용이하게 접할 수 있는 목표'를 가지고 생산할 수 있다고 말하였다. 그러나 브라질, 중국, 러시아, 아르헨티나, 태국 등 코비드19 급증 국가들은 거래에서 제외되었다.

### 긴급 사용 승인
2021년 11월 16일, 화이자는 니르마트렐비르와 리토나비르 혼합제의 긴급사용 승인에 있어 미국식품의약국에의 적용을 수용하였다. 이 승인은 2021년 12월 22일 내려졌다. 승인은 Sars-CoV-2 확진자 중 고위험군 환자에게 팍스로비드 투약에 대한 것이다. 유럽의약청(European Medicines Agency)은 공식 승인에 앞서 2021년 12월 16일 중증환자에게 사용을 허락하였다.

### 이버맥틴과의 비교 오류
니르마트렐비르와 리토나비르의 혼합제는 구충제 이버멕틴(ivermectin)의 재포장 버전이라고 잘못 알려지기도 한다. 이버맥틴은 코비드19 치료법으로 쩡되었지만 효능에 있어서는 의문이 제기된다. '화이자멕틴(Pfizermectin)'이란 별명이 붙기도 하는 이런 주장들은 두 약물의 약물동태학(pharmacokinetics)의 피상적 유사성과 함께 화이자가 이버멕틴의 수익을 압박하고자 한다는 루머가 결합되어 나타난 것이다.

## 같이 보기
- 리토나비르
- 몰누피라비르